# Новая Деревня (Курский район)
Но́вая Дере́вня — хутор в Курском районе (муниципальном округе) Ставропольского края России.
До 16 марта 2020 года входил в состав сельского поселения Курский сельсовет.

## География
Расстояние до краевого центра: 224 км.
Расстояние до районного центра: 11 км.

## История
На 1 марта 1966 года хутор числился в составе Курского сельсовета (с центром в станице Курская):17.

## Население
| 1989 | 2002 | 2010 | 2021 |
| ---- | ---- | ---- | ---- |
| 444  | ↗738 | ↗821 | ↘543 |

По данным переписи 2002 года в национальной структуре населения русские составляли 57 %, турки — 34 %.

## Инфраструктура
- Библиотека. Открыта 27 марта 1969 года[9]

## Религия
- Местная религиозная организация мусульман-суннитов ханафитского мазхаба (прекратила деятельность в 2015 году по решению суда[10])[11]
- Религиозная организация Церкви Христиан Веры Евангельской-Пятидесятников «Слово Христа» (прекратила деятельность в 2009 году по решению суда)[12]

## Кладбище
В 200 м к югу от хутора расположено общественное открытое кладбище площадью 20 тыс. м².